# Telmatoscopus sitapuri
Telmatoscopus sitapuri és una espècie d'insecte dípter pertanyent a la família dels psicòdids que es troba a Àsia: l'Índia.